# 보성읍
보성읍(寶城邑)은 대한민국 전라남도 보성군의 군청 소재지이다.

## 역사
- 1914년 용문면과 옥암면을 통폐합해 보성면 신설
- 1940년 보성읍 승격 (부령 제221호)

## 행정 구역
- 보성리 (寶城) - 인사1동 (仁士), 동윤1·2동 (東倫), 신흥1·2동 (信興), 부평1·2동 (富平)
- 우산리 (牛山) - 우산1~5리
- 옥평리 (玉坪) - 옥평1~3리
- 봉산리 (烽山) - 봉산1~2리
- 쾌상리 (快上) - 쾌상1~3리
- 옥암리 (玉岩) - 옥암리
- 대야리 (大野) - 대야1~3리
- 원봉리 (元峰) - 원봉1~3리
- 주봉리 (珠峰) - 주봉1~3리
- 용문리 (龍門) - 용문1~2리

## 아파트
| 단지명        | 건설사     | 시행사       | 주소                     | 입주       | 비고 |
| ------------- | ---------- | ------------ | ------------------------ | ---------- | ---- |
| 보성 우산주공 | 남도건설㈜ | 대한주택공사 | 보성읍 중앙로 7 (우산리) | 1999년 5월 |      |

## 교육
- 보성초등학교 (보성리)
- 보성남초등학교 (주봉리)
- 보성서초등학교 (폐교) - 보성읍 유촌길 151 (대야리)
- 보성여자중학교 (우산리)
- 보성중학교 (옥평리)
- 보성고등학교 (용문리)
- 다향고등학교 (옥평리)

## 사진

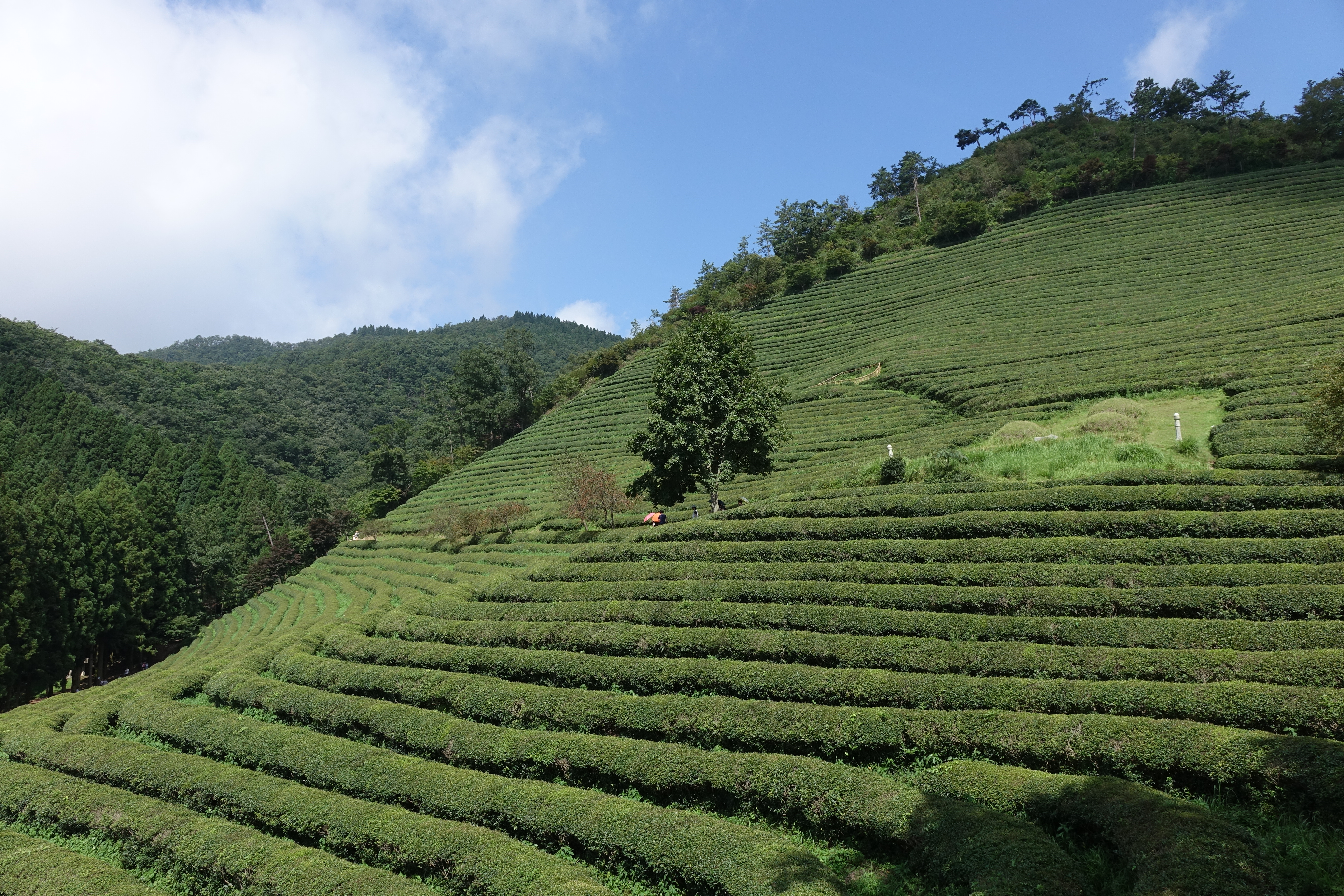
보성녹차밭(대한다원)

## 참고 문헌
- 이 문서에는 다음커뮤니케이션(현 카카오)에서 GFDL 또는 CC-SA 라이선스로 배포한 글로벌 세계대백과사전의 내용을 기초로 작성된 글이 포함되어 있습니다.